# Daniel Nnodim
Daniel Nnodim (* 6. Dezember 2007) ist ein deutscher Fußballspieler.

## Karriere
Nnodim begann seine Karriere beim SK Rapid Wien. Im September 2016 wechselte er zum SC Team Wiener Linien. Im Februar 2020 wechselte er in die Jugend des FK Austria Wien, bei dem er ab der Saison 2021/22 auch sämtliche Altersstufen in der Akademie durchlief. Im Mai 2024 debütierte er für die Amateure der Wiener in der Regionalliga. Dies blieb in der Saison 2023/24 sein einziger Einsatz. In der Saison 2024/25 absolvierte er sechs Partien, mit den Young Violets stieg er in die 2. Liga auf.
Sein Debüt in der 2. Liga gab Nnodim im August 2025, als er am ersten Spieltag der Saison 2025/26 gegen den SKN St. Pölten in der Startelf stand.